# Ceylalictus grandior
Ceylalictus grandior là một loài Hymenoptera trong họ Halictidae. Loài này được Pesenko, Pauly & LaRoche mô tả khoa học năm 2002.